# Johnny Tsunami - Un surfista sulla neve
Johnny Tsunami - Un surfista sulla neve (Johnny Tsunami) è un film per la televisione del 1999. Il film fu candidato nel 2000 agli Humanitas Prize nella categoria di film live-action per bambini. Johnny Tsunami ha anche avuto molto tempo dopo un seguito dal titolo Johnny Kapahala - Cavalcando l'onda, trasmesso nel 2007.

## Trama
Il giovane Johnny Kapahala vive alle Hawaii, con i genitori, gli amici e il nonno paterno, che è una leggenda del surf (sport in cui anche Johnny se la cava bene). Purtroppo il padre deve accettare un impiego nel Vermont, obbligando la famiglia al trasferimento, e questo diventa un problema per Johnny, abituato al sole e al mare e costretto ora in montagna ed in mezzo alla neve. Nella nuova città i ragazzi si sono divisi in due gruppi: gli 'Angeli' e i 'Diavoli'. Gli angeli, tutti ragazzi di buona famiglia, praticano sci, mentre i Diavoli praticano snowboard. Naturalmente, tra Angeli e Diavoli non corre buon sangue. Anche la montagna alle cui pendici è la città ove abita Johnny è divisa un due 'parti', una dedicata allo sci, e l'altra allo snowboard.
A scuola, dopo alcuni problemi di adattamento alle nuove regole, johnny cerca di integrarsi, cercando di imparare lo sci (con esiti disastrosi), e conosce una ragazza, Emily (Kirsten Storms), del gruppo degli Angeli. Anche il suo ragazzo, Brett, ne fa parte, ed inizia subito a prendere in giro Johnny.
Dopo un'ennesima figuraccia con gli sci Johnny conosce Sam Sterling, un Diavolo, che gli insegna a sciare con la tavola (con risultati nettamente migliori rispetto agli sci). Da quel momento ci saranno numerosi scontri tra Angeli e Diavoli, colpevoli questi ultimi di invadere il territorio riservato agli sci.
Un giorno Johnny propone ad Emily di provare la tavola, ma la discesa rischia di finire in tragedia, in quanto Emily cade fuori pista, e solo l'intervento del soccorso evita che cada in un crepaccio. Come se non bastasse, il padre di Sam, ufficiale dei Marines, viene trasferito in Irlanda, e porterà con sé il figlio.
I due ragazzi decidono di scappare su un cargo per le Hawaii, ottenendo ospitalità dal nonno di Johnny. Da qui, anche grazie al nonno, si convincono che è giusto far ritorno a casa, accompagnati da lui.
Una volta a casa, Johnny porta suo nonno sulla neve, scoprendo con stupore che è conosciuto anche li' (il proprietario del negozio di tavole lo considera una leggenda anche sulla neve). Incontrandosi con un gruppo di Angeli (tra cui Emily e Brett) il nonno propone una sfida: Johnny e Brett faranno una gara a 2, e chi vince potrà decidere la parte della montagna su cui sciare.
All'inizio della gara viene spiegata la divisione tra sci e snowboard: la montagna è di proprietà di due fratelli, che dopo un litigio hanno deciso di tenere separati i due versanti.
La gara termina con la vittoria di Johnny sul filo di lana, e con la riappacificazione dei due fratelli.

## Cast
- Cary-Hiroyuki Tagawa: Johnny Tsunami
- Brandon Baker: Johnny Kapahaala
- Mary Page Keller: Melanie
- Yuji Okumoto: Pete
- Lee Thompson Young: Sam Sterling
- Cylk Cozart: Sgt. Sterling
- Kirsten Storms: Emily
- Zachary Bostrom: Brett
- Gregory Itzin: Headmaster Pritchard
- Taylor Moore: Jake
- Anthony DiFranco: Eddie
- Steve Van Wormer: Randy
- Noah Bastian: Aaron
- Gabriel Luque: Matt
- Anne Sward: Miss Arthur